# Revolución somalí (1986-1992)
La Revolución somalí empezó en 1986 cuando Mohamed Siad Barre empezó atacando al clan norteño de los Isaaq formado por grupos disidentes que se opusieron a su gobierno con fuerzas especiales, los Boinas Rojas (Duub Cas). Los disidentes han ido ganando fuerza desde hace casi una década después de su abrupto cambio de lealtad de la Unión Soviética a los Estados Unidos y de la desastrosa guerra de Ogaden de 1977-1978. 
Cuando Barre resultó herido en un accidente de tráfico el 23 de mayo de 1986, sus rivales dentro del propio gobierno y los grupos revolucionarios se hicieron más audaces y entraron en conflicto abierto.
La revolución se divide en dos fases:
- 23 de mayo de 1986 - 26 de enero de 1991: los acontecimientos y los movimientos revolucionarios antes de la caída de Mohamed Siad Barre.
- 26 de enero de 1991 - abril de 1992: los acontecimientos y los movimientos revolucionarios después de la caída de Siad Barre, pero antes de la llegada de las misiones de la  ONU para  Somalia (ONOSOM I, UNIFAT, la ONOSOM II) y la Operación Restaurar la Esperanza.

- Datos: Q3736852